# Buhara
Buhara  je sedmo največje mesto v Uzbekistanu po številu prebivalcev, s 280.187 prebivalci od 1. januarja 2020. Je glavno mesto regije Buhara.
Ljudje so naseljevali območje okoli Buhare že vsaj pet tisočletij, mesto pa obstaja že polovico tega časa. Mesto, ki leži ob svilni poti, je že dolgo središče trgovine, učenjaštva, kulture in religije. Buhara je bila glavno mesto Buharskega kanata, Buharskega emirata in kasneje Buharske ljudske sovjetske republike. Bila je rojstni kraj učenjaka imama Buharija. Je kraj, kjer so delovali izjemni islamski znanstveniki, filozofi, pesniki in islamski učenjaki, kot so Ibn Sina, Rudaki, Firduzi in drugi. Poleg tega je Buhara mesto-muzej, kjer je več kot 140 arhitekturnih objektov iz preteklosti. Ohranjena dediščina Buhare predstavlja redko kombinacijo objektov iz različnih obdobij, ki zaznamujejo razvoj arhitekture skozi zadnjih 25 stoletij. Mesto je znano kot Plemenita Buhara (Bukhārā-ye sharīf). Buhara ima približno 140 arhitekturnih spomenikov. UNESCO je zgodovinsko središče Buhare (kjer je veliko mošej in medres) uvrstil na seznam svetovne dediščine.
Leta 1997 se je odvijala, pod njegovim pokroviteljstvom, 2500. obletnica nastanka mesta.

## Imena
Natančno ime mesta Buhara v antiki ni znano. Celotna oaza se je v antiki imenovala Buhara in verjetno je bila šele v 10. stoletju dokončno prenesena v mesto.
Po mnenju nekaterih učenjakov ime izvira iz sanskrtske besede vihāra (budistični samostan). Ta beseda je zelo podobna besedi v jeziku ujgurskih in kitajskih budistov, ki so svoje bogoslužne objekte poimenovali na enak način. V mestu se je do danes ohranilo zelo malo artefaktov, povezanih z budizmom. Vendar pa so številni arabski, perzijski, evropski in kitajski popotniki ter zgodovinarji opazili, da so kraj in samo Transoksano nekoč naseljevali večinoma budisti in le malo zoroastrijcev. Dejansko se prvo islamsko besedilo o Buhari nanaša na prvega arabskega osvajalca Buhare, Ubaidulaha bin Ziada, ki je Buharo označil za budistično državo z budističnimi samostani, ki jim vlada kraljica regentka, ki deluje v imenu svojega sina.
Po drugih virih (kot je Encyclopædia Iranica) ime Buhara verjetno izhaja iz sogdijskega βuxārak ('Kraj sreče'), imena za budistične samostane.
V dinastiji Tang in drugih zaporednih dinastijah cesarske Kitajske je bila Buhara znana pod imenom Bǔhē (捕喝), ki ga je v kitajščini nadomestilo sodobno generično fonetično črkovanje Bùhālā (布哈拉).
Mohamed ibn Džafar Naršaki v svoji Zgodovini Buhare (dokončani 943–44 n. št.) omenja:

Buhara ima veliko imen. Eno od njenih imen je bilo Numijkat. Imenovali so jo tudi Bumiskat. V arabščini ima dve imeni. Eno je Madinat al Sufriya, kar pomeni 'bakreno mesto', drugo pa Madinat Al Tujjar, kar pomeni 'mesto trgovcev'. Vendar je ime Buhara izvirno ime in je bolj znano kot vsa druga imena. V Horasanu ni drugega mesta s toliko imeni.
Od srednjega veka je mesto v arabskih in perzijskih virih znano kot Bukhārā / بخارا. Sodobni uzbeški črkovanje je Buxoro.
Ime mesta je bilo mitologizirano kot Albracca v italijanski epski pesnitvi Orlando Innamorato, ki jo je leta 1483 objavil Matteo Maria Boiardo.

## Zgodovina
Zgodovina Buhare sega tisočletja nazaj. Skupaj s Samarkandom je bila Buhara središče perzijske kulture v srednjeveški Aziji vse do padca Timuridov.
Buhara je eno od redkih mest na svetu, katerega začetki segajo v 5. stol. pr. n. št. in se je ves čas razvijalo na istem mestu. Prvotna zasnova so bili trije utrjeni zaselki, ki so bili okoli leta 500 združeni z enotnim obzidjem. V starem veku je bila Buhara del Sogdianske regije v Srednji Aziji, v njej se je v drugi polovici 1. tisočletja našega štetja močno razvila arhitekturna struktura mesta. Center Buhare predstavlja trdnjava Ark, ki je bila sedež guvernerjev in njihovih tesnih sodelavcev. Zunaj obzidja je mesto temeljilo na tipu fevdalnega naselja šahristan, obkroženo je bilo s trgovinami in obrtnimi delavnicami rabad. Antično naselje Varahša, ki je bilo nedaleč stran, je bilo znano po muralih, slikarskih mojstrovinah na zidu, predvsem s prizori lova na geparde. Okoli leta 500 je mesto prišlo pod upravo Ahemenidskega cesarstva, ki je trajala do osvojitev Aleksandra Velikega leta 330 pr. n. št.. Po boju za Aleksandrovo dediščino je mesto bilo sprva pod upravo Selevklidov (323 pr. n. št.), nato Grško-Baktrijskega kraljestva (250 pr. n. št.) in po intermezzu več nomadskih invazij s severa del Kušanskega cesarstva (okoli 100 pr. n. št.) do ponovnega vzpona Perzijcev pod oblastjo rodbine Sasanidov v 4. stol. n. št.
V predislamskem obdobju je bila versko in izobrazbeno središče takrat preganjanih manihejcev (v Ahemenidskem cesarstvu) in nestorijanskih kristjanov. Z vstopom v arabski kalifat v 7. stoletju, se je v Buhari razširil islam. Na koncu 9. stoletja Buhara postane eden od glavnih kulturnih in kultnih centrov v muslimanskem svetu - tako imenovana muslimanska cerkev, čeprav je bila od antičnih časov središče številnih ver in prepričanj. V tem obdobju se je začela gradnja mošej, minaretov, medres in drugih kultnih kompleksov. Hkrati se je mesto obdalo z obzidjem. Obzidje je bilo dokončano v 16. stoletju in znotraj njega je bilo več kot 200 medres ter veliko bazarjev, kjer se je lahko našlo skoraj vse vrste blaga.
Svoj višek slave je dosegla v 9. in 10. stoletju, v času vladanja iranske rodbine Samanidov. Takrat je bilo mesto center vere in učenosti, tu je deloval srednjeveški filozof in zdravnik Ibn Sina (latinizirano Avicenna). Samanidi, ki so trdili, da izvirajo iz Bahrama Čobina, so pomladili perzijsko kulturo daleč od Bagdada, središča islamskega sveta. Nova perzijščina je cvetela v Buhari, Rudaki, oče perzijske poezije, pa se je rodil in odraščal v Buhari ter napisal svojo najbolj znano pesem o lepoti mesta. Zaradi tega je Buhara nenehno služila kot najpomembnejše mesto v mnogih perzijskih cesarstvih in sicer v času Samanidov, Karahanidov, Horezma in Timuridov.
V začetku 11. stoletja je Buhara postala del turške države Karahanidov. Vladarji Karahanidov so v Buhari zgradili številne stavbe: minaret Kalan, mošejo Magoki Attori, palače in uredili parke.
Mesto je zgubilo svoj primat v času vlade Timurja.
Sodobno podobo je mesto dobilo v času obstoja Buharskega kanata oziroma vladanja dinastij Šajbanidov in Aštarhanidov v 16.–17. stoletju, ko je bila zgrajena večina njenih veličastnih mošej, medres, karavanserajev, kopališč, obzidje, vhodnih vrat, mavzolejev in drugih velikih arhitekturnih kompleksov.

## Buhara v zgodovini Velike svilne poti
Buhara je eden od biserov Velike svilne poti. V starih časih je bilo tukaj več kot 60 karavanserajev v katerih so se ustavljali trgovci iz Indije, Kitajske, Irana in drugih držav. Buhara je bila veliko znanstveno in kulturno središče na Svilni cesti. Dokaz o tem, da se je mesto nahajalo na križišču karavanskih poti, so bile specializirane pokrite tržnice iz 15.–16. stoletja, kot so Toki Sarrafon (namenjena menjavi denarja) Toki Teipak Furušon (za prodajalce pokrival), Toki Zargaron (namenjena draguljarjem) in so ohranjene do danes.
Velika svilna pot je svojevrsten fenomen v zgodovini razvoja civilizacije in je zaslužna za izmenjavo kulturnih vrednot, osvojitvi bivalnega prostora in razvoj trgovine. Ta največja trgovska trans-kontinentalna pot v zgodovini človeštva je povezovala Evropo in Azijo in se je v antiki raztezala od Rima do starodavne prestolnice Japonske, do Nare.
Pomembno je poudariti, da ta pot ni bila nikoli ena sama pot, ampak je vključevala različne poti, ki so se cepile kot krona mogočnega drevesa. Ena od glavnih poti, ki je prečkala Azijo od vzhoda do zahoda je imela začetek v prestolnici antične Kitajske v Čanganu, šla na severozahodno mejo in prečkala gorovje Tjanšan. Del karavan je prečkalo Fergansko dolino in preko Taškenta prečkalo oaze Samarkand, Buhara, Horezm in potovalo naprej do obal Kaspijskega jezera in Črnega morja, do držav okrog Volge in Kavkaza.
Vzpostavitev trgovinskih vezi je v veliki meri pripisati odkritju poldragih kamnov v kamnolomih v gorah osrednje Azije, ki so omogočili pridobivanje lazuritov, nefritov, karneolov in turkizov. Kot že ime pomeni, je bil glavni cilj trgovanje s svilo, zelo cenjeno po vsem takratnem svetu. V zgodnjem srednjem veku je bila svila celo bolj cenjena kot zlato. V Sogdiji je bila cena konja enaka ceni 10 kosov svile. Svila je bila valuta za opravljeno delo, za vzdrževanje uslužbencev in se je lahko uporabljala za poplačilo kazni za storjena kazniva dejanja.
Beneški trgovec Marco Polo je prvi imenoval karavanske poti kot 'svilna pot', prav tako je bil prvi Evropejec, ki je dosegel meje kitajskega cesarstva. Izraz Velika svilna pot pa je bil vnesen v leksikone leta 1877, kamor ga je zapisal nemški raziskovalec Ferdinand Richthofen v svojem temeljnem delu Kitajska.
Velika svilna pot ni bila le blagovna pot za karavanske poti, ampak je bila tudi pot za širjenje kulturnih dosežkov različnih narodov, njihovih intelektualnih vrednot in verskih prepričanj. Končno so skozi stoletja po njej potovali svetovno znani znanstveniki, raziskovalci in bojevniki.
V sodelovanju z UNESCO je izdelan poseben dolgoročni program, ki vključuje predloge o obnovi zgodovinske dediščine. Leta 1994 je bila sprejeta Samarkandska deklaracija Renaissance Great Silk Road.
- Medresa Kor Minor (štirih minaretov) v Buhari
- Znamenita svilena preproga iz Buhare
- Zidovje trdnjave ARK v Buhari
- Utrip na zlatarskem delu bazarja v Buhari
- Prikaz starega zemljevida začetkov urejanja namakalnega sistema v Buhari

## Znamenitosti

### Mavzolej Samanidov
Med številnimi srednjeveškimi stavbami, je mavzolej Samanidov posebej zanimiv. Stoji nedaleč od trga Registan, v parku Samanidov. Ta svetovno znana arhitekturna mojstrovina je bila zgrajena v 90 letih 1. stoletja. Mavzolej predstavlja skoraj popolno kocko iz opeke, ki jo pokriva polkrožna kupola. Vse fasade so popolnoma enake in imajo stebre s kupolo na vogalih. Te izrazne oblike imajo neposredno razlago v mitološki simboliki starodavnih religij in kasneje v sufizmu. Kocka je simbol vztrajnosti, simbol zemlje, kupola ima videz neba in kombinacija je simbol enotnosti vesolja. Vsaka od štirih sten ima vrata z okvirjem v umetelnem vzorcu, vpad svetlobe spretno spreminja vtis o vzorcu opečnega zidu. Zunanje in notranje fasade so obložene z opeko izmenično vodoravno in navpično, kar daje vtis mreže. Podložene v vrsti kot obroči, ustvarjajo v mavzoleju friz. To spominja na znane sasanidske bisere (naluknjane kroglice) vklesane v omet palač v Srednji Aziji in v Iranu pred arabskim obdobjem.
Ta mavzolej je priznan kot mojstrovina svetovne arhitekture zaradi popolnosti njegovih geometrijskih oblik. Je ena izmed najstarejših stavb narejenih iz žgane opeke v srednji Aziji.

### Citadela (trdnjava) ARK
Trdnjava Ark je najstarejši arheološki kompleks v mestu. To je nekdanji vladni center. Pred njim je trg Registan (v prevodu vodni trg). Oblika trdnjave je nepravilni pravokotnik nekoliko podaljšan od zahoda proti vzhodu. Trdnjava Ark stoji v sredini zahodnega dela sodobnega mesta. Obseg zidovja meri 789,6 m, njena površina znaša 3,96 ha. Višina zidu od ploščadi trga Registan znaša približno med 16 in 20 m. Sprednji vhod je okrašen z dvema stebroma oblike stolpov. Zgornji del stolpov je povezan z galerijo in teraso zgrajeno nad njimi. Vhod do vrat predstavlja klančino ali dvižno dostopno pot, ki vodi skozi dolg pokrit hodnik v mošejo Džami. Ob tem koridorju so prostori za vodo in nekaj celic za pridržanje.
V srednjem veku je bila trdnjava Ark celotno mesto z emirjevo palačo, kovačijo, mošejo, vladnimi uradi, skladišči, trgovinami, zapori in trgom za javna srečanja. V tistih časih je na eni od sten visel velik usnjen bič, simbol emirjeve moči.
Sklicujoč se na izjavo zgodovinarja Mohameda Naršahija iz 10. stoletja, je bila trdnjava Ark dalj časa v razsulu in samo v 7. stoletju ji je Bukhar-hudat Btdun vrnil podobo, kasneje je naročil, da so ime projektanta zapisali na plošči na vratih palače. Palača je kasneje ponovno propadla in ni je uspelo dokončati do danes.

### Mošeja Magok-i-Attari
Najstarejša ohranjena mošeja v Buhari, Magok-i-Attari (v prevodu pomeni mošeja v jami ali globoka mošeja) stoji v centru mesta, v bližini kompleksa Ljabi Hauz. Pred arabsko osvojitvijo mesta je bil tukaj prodajni trg začimb in zelišč. Precejšnjo obnovo je mošeja doživela v 12. stoletju, ko je glavna fasada dobila mojstrski arhitekturni dekor. V 16. stoletju je bila to le majhna kvadratna mošeja. Mošeja Magok-i-Attari sodi med tako imenovane zaprte mošeje in stoji na 6 kamnitih stebrih. Leta 1930 so pod plastmi zemlje ob južnem portalu odkrili zid iz unikatne okrasne opeke in starinske okraske iz ukrivljene majolike. Restavratorji so odkrili fasado do globine 4,5 m tako, da se sedaj lahko vidi glavno umetniško delo na mošeji. Na fasadi najdemo celoten spekter arhitekturnega dekorja - okrogle zidane glazirane opeke, ki ustvarjajo različne oblike in vzorce, druge okraske, terakota ploščice in okrasje v portalni niši. Ta mošeja iz 12. stoletja je ena izmed najimenitnejših arhitekturnih objektov v Buhari.
Zgodovinar Naršahi trdi, da je bila mošeja Mokh (luna) v antičnih časih zgrajena na mestu starejšega templja. Najverjetneje so v templju častili boga Lune, Sin-a, pokrovitelja nomadov, saj luna osvetljuje pot ponoči. Možno je, da je bil ta kult nadgrajen z izkušnjami lokalnih nomadov. Poleg tega so dvakrat letno, v prisotnosti mestnega guvernerja, organizirali sejme, kjer so prodajali lesene in glinene kipce boga Lune.

### Mavzolej Čašma-Ajub
Čašma-Ajub ali Jobov izvir stoji v bližini mavzoleja Samanidov. Njegovo ime naj bi odražalo legendo, ki pravi, da je prerok Job (v Koranu »Ajub«) obiskal ta kraj in z udarcem svoje palice po tleh priklical izvir vode. Voda v tem vodnjaku naj bi bila izjemno čista in velja za domnevno »zdravilno lastnost«.
Po zgodovinskih pričanjih, je kultna gradnja na tem mestu obstajala že v 14. stoletju. Napis ob vhodu pove, da je bila stavba zgrajena v času vladanja Amirja Timurja. Posebnost mavzoleja Čašma-Ajub je kupola v obliki stožčastega šotora, ki je sicer precej pogosta v arhitekturi Horezma v 13.–14. stoletju. Gre za zapleteno, večkrat prenovljeno stavbo, ki se je na koncu preoblikovala v podolgovato prizmo, okrašeno z različnimi oblikami in kupolami različnih oblik. V njeni ostri silhueti se vidi dvignjena dvojna kupola s stožčasto kaloto na cilindričnem obodu, kjer je glavni prostor z izvirsko vodo. Kupola predstavlja streho nad mavzolejem in s tem daje vtis posebne intimnosti.
Celoten pogled na mavzolej daje občutek prostora za razmišljanje: »muslimani ne umrejo, le preidejo iz enega prostora skozi vrata v drug prostor«. Danes ta stavba vsebuje tudi Muzej vode v katerem je prostor za manjšo razstavo o tem, kako so se v preteklosti oskrbovali z vodo.

### Kompleks Po-i-Kalan
Kompleks Po-i-Kalan, Po-i Kalan ali Poi Kalân (perzijsko پای کلان pomeni Veliki temelj, je glavni trg v mestu in je sestavljen iz treh arhitekturnih konstrukcij: minareta Kalan, mošeje Kalan in medrese Miri Arab, ki skupaj predstavljajo celoten kompleks, zgodovinsko najbolj pomemben in veličasten v Buhari.
Medresa Miri Arab je eden izmed najbolj svetih islamskih izobraževalnih krajev na ozemlju bivše Sovjetske zveze. Zgrajena je bila v obdobju vladavine Šajbanidov v 16. stoletju po tem, ko je Buharo osvojil kan Ubaydulla, ki je umrl leta 1539. Gradnja medrese Mir-i-Arab (Miri Arab Madrasah) se pripisuje šejku Abdullahu Jamaniju iz Jemna, imenovanemu Mir-i-Arab, duhovnemu mentorju Ubaidullaha kana in njegovega sina Abdul-Aziza kana. Pravijo, da je Ubaidullah-kan vložil denar, pridobljen z odkupom več kot tri tisoč perzijskih ujetnikov, v gradnjo medrese Mir-i-Arab. Ubaidullah-kan je bil zelo veren. Vzgojen je bil v velikem spoštovanju do islama v duhu sufizma. Kani iz dinastije Šaibanid so bili nosilci koranskih tradicij. Pomen religije je bil tako velik, da je bil celo tako slavni kan, kot je bil Ubaidullah, prenesen na zemljo v bližini svojega mentorja v svoji medresi.
Medresa Miri Arab stoji nasproti mošeje Kalan. Zasnovana je tradicionalna. Kvadratno dvorišče je obdano z dvonadstropno stavbo, z dvema kupolastima dvoranama v levem in desnem vogalu. Glavna fasada je v centru poudarjena s portalom, ki je povezan s terasami na dveh nivojih. Fasada ima na obeh straneh majhne stebre. Dekoracijo medrese sestavljajo ukrivljeni mozaiki in pisani oblikovani okraski. V sredini oboka (gurhana) je lesen nagrobnik kana Ubajdula. Na njegovem vzglavju je v kalupe zavit njegov mentor Mir-i-Arab. Danes medresa še deluje, v njej se odvijajo razni seminarji.
Petkova mošeja Kalan (Masjid-i Kalân) velja za eno najstarejših v Srednji Aziji in je druga največja. Po velikosti je enaka mošeji Bibi Kanum v Samarkandu. Mošeja lahko sprejme dvanajst tisoč ljudi. Arheološka izkopavanja kažejo na prisotnost številnih starejših stavb na njenem mestu. Napis na vhodu pravi, da se je gradnja stavbe začela približno v 15. stoletju in je bila končana leta 1514.
Stavba zavzema površino 1 ha. Glavni vhod je na vzhodni strani in je okrašen z velikim portalom in izpopolnjen z mozaikom. Portal je situiran nad vhodom tako, da se skozenj pride na sprednje dvorišče mošeje. Z vsakim korakom se obiskovalcu odpira pogled na glavne stavbe v mošeji. Dvesto osemdeset monumentalnih stebrov služi kot opora za večkupolno streho galerij, ki obkrožajo dvorišče mošeje Kalan. Vzdolžna os dvorišča se konča s portalom v glavno dvorano (maksuro) s križasto dvorano, ki jo na vrhu krasi masivna modra kupola na mozaičnem bobnu. Ob straneh se dvigata dve modri kupoli. Mošeja Kalan je pravokotne oblike s štirimi prostori. Fasade so pokrite z mozaiki in glazirano opeko odporno proti zmrzali. Kupola se dviga nad vse zgradbe v mestu in se meša z modrino neba. Stavba hrani številne arhitekturne zanimivosti, na primer luknjo v eni od kupol. Skozi to luknjo je mogoče videti temelje minareta Kalan. Mošeja stoji na isti osi kot medresa Miri Arab.
Minaret Kalan, pravilneje, Minâra-i Kalân (perzijsko/tadžiško za 'Veliki minaret') je glavni simbol svetega dela Buhare. Znan tudi kot Stolp smrti, saj je po legendi to kraj, kjer so stoletja usmrtili zločince tako, da so jih vrgli z vrha. Iz njegovega vrha je mujezin molil zbranim muslimanskim prebivalcem mesta. Nadvlada minareta nad mestom je pomenila prevlado islama nad ljudmi, ki so živeli v Buhari. Minaret je velikanski navpični steber zgrajen iz opeke. Njegova višina je 46,5 m, zaradi slabo nosilnih tal segajo temelji v globino do 10 metrov. Premer v podnožju minareta je 9 metrov. Ta veličasten stožčasti steber dopolnjuje okrogla rotunda z okenskimi odprtinami nad vencem muqarnas (ali šarif). V rotundi je 16 obokanih oken. Minaret ima 12 okrasnih trakov, vsak od njih je unikatno oblikovan. Na treh pasovih so staroveški zapisi o datumu gradnje (leto 1127) in tudi ime vlagatelja guvernerja Buhare, kana Arslana in ime arhitekta Usto Bako, čigar grob, naj bi se nahajal v enem od sosednjih blokov.
Minaret Kalan je povezan s streho mošeje Kalan z mostovžem. Tukaj je možno vstopiti v minaret in se povzpeti v rotundo po ozkem stopnišču iz opeke, ki ima 105 stopnic.
Minaret je ena redkih stavb v mestu, ki jo Džingiskan ni porušil. Legenda pravi da, ko je Džingiskan na trgu v bližini stolpa uničeval mesto, je pogledal minaret in z glave mu je padla na tla njegova čelada. Moral se je skloniti, da jo dvigne s tal, ob tem pa je rekel: »Še nikoli se nisem priklonil pred ničimer, vendar je ta gradnja dovolj veličastna, da si zasluži moj poklon«.

### Ulugbegova Medresa
Medresa ohranja spomin na velikega astronoma Ulug Bega. Njena gradnja se je začela leta 1417, ustvarjalci pa sta bila najboljša arhitekta tistega časa, Nadjmid-din Bukhari in Ismail Isfagani. Vhod v medreso se razcepi z več hodnikov. Na enem hodniku je "darskhona" (soba za pouk), na drugem je mošeja. V drugem nadstropju je knjižnica. Fasada predstavlja arkade v dveh nadstropjih in ima dve krili. Ob straneh stojita dva velika stolpa. Stene in oboki so precej enostavno dekorirani. Medresa je zasnovana z astralnimi ornamenti, ki so bili nedvomno odraz tega, da je bil Ulug Beg astronom. Enostavno asketsko življenje je vodila molitev v mošeji, predavanja v darskhani in pogovori v senčnih galerijah. Ta medresa je postala strukturni model za druge medrese v Srednji Aziji. Na vhodu je napis: »Vdihavanje znanja je sveta dolžnost vsakega muslimanskega moškega in ženske«. Obstaja pa še ena izjava: »Naj veličastno Božje usmiljenje vedno sije na ljudi razsvetljene z modrostjo«.

### Kompleks Lab-i Hauz
Lab-i Hauz (ali Lab-e hauz, perzijsko لب حوض ob ribniku) je eden od trgov, ki so v središču mesta. Ansambel (1568–1622) je ime območja, ki obdaja enega redkih preostalih hauzov ali ribnikov v mestu Buhara. Pred sovjetsko oblastjo je v Buhari obstajalo več takšnih ribnikov. Ribniki so bili glavni vir vode za mesto, a so bili tudi znani po širjenju bolezni, zato so jih Sovjeti večinoma zasuli v 1920-ih in 1930-ih. Lab-i Hauz je preživel zaradi svoje vloge osrednjega dela arhitekturnega ansambla iz 16. in 17. stoletja.
Kompleks je sestavljen iz 3 monumentalnih stavb: medrese Kukeldaš (1568–1569) na severu, ki je največja v mesturef name="pagetour2">Dmitriy Page. »Nadir Divan-Begi Khanaka«. Pridobljeno 4. oktobra 2007.</ref> in še dva druga verska objekta: Hanaka Nadir Divan Begi (do 1620) prenočišče za potujoče sufije in medresa Nadir Divan Begi (1620), ki sta na zahodni in vzhodni strani trga.
Medresa Kukeldaš je bila zgrajena v 16. stoletju, v času vladanja kana Abdulaha. To je ena od večjih medres v Buhari in ima 160 prostorov v dveh nadstropjih vzdolž oboda dvorišča. Eden izmed najbolj znanih srednje-azijskih pisateljev 20. stoletja, Sadridin Ayni (1878–1954) je bil študent te ustanove. Tradicionalna pročelja medrese so oblikovana z majoliko. Glavna fasada bližja zbiralniku Lab-i Hauz ima predprostor, mošejo in sobe za učenje (darskhana). Notranjost daje mističen vtis s svojimi skrivnostnimi zvezdastimi svetilkami, izdelanimi iz žgane gline. Dekoracija osrednjega portala je izvedena, ne da bi uporabili lepilo ali žeblje. Keramične ploščice so namreč običajno na fasado pribite z žebljem.
Poslopje medrese daje vtis utesnjenosti, kot da se nagibajo vhod, stene in majhne sobe. Najbolj čudovit del medrese je dekor v dveh glavnih dvoranah mošeje in v učilnicah. Kupole nad hodniki so impresivne in vodijo od glavnih vrat do dvorišča.
Hanaka (prostor za trgovanje) Nadir Divan-begi je stavba v obliki pravokotnika s kupolo ter edinstvenim podolgovatim ozkim portalom in stranskimi stebri. Glavna dvorana je pod eno kupolo, okoli pa sta še dva stranska prostora. Tukaj je tudi mihrab (polkrožna niša v steni v mošeji, ki označuje kiblo, to je smer Kabe v Meki), okrašen z osupljivo arhitekturo. Glavni portal je okrašen z epigrafsko slikarijo. Pročelje podpirata dva rebrasta stebra do višine zidov. Poleg glavnega sta še dva stranska portala. Zaradi svoje lokacije in dvorane s čudovito akustiko je Kanaka Nadir Divan Begi kulturno in versko središče Buhare že več stoletij.
Medresa Nadir Divan Begi je bila prvotno karavanseraj. Na otvoritveni slovesnosti je kan Imamkuli (1611–1642) po nasvetu šejka Sufi-ja čestital ministru z uspešno končano gradnjo »v čast Alaha« in stavbo po nesreči imenoval medresa. Po tem je moral Nadir Divan Begi prilagoditi karavanseraj v medreso (1630), dopolnil je stavbo s teraso, portalom in stebri in tudi na novo zgradil drugo nadstropje za študentske sobe. Učilnice niso bile zgrajene. Arhitektura je posebna v svojih dobro zasnovanih razmerjih na fasadi, dekor pa preseneča z groznimi podobami živali in ptic na oboku. Danes se tukaj, predvsem za turiste, vršijo razni koncerti umetnikov iz Uzbekistana, modne revije, ki prikazujejo oblačila iz naravnih materialov proizvedenih v Uzbekistanu.

### Medresa Čor Minor
Medresa Čor Minor, znana tudi kot 'Medresa Khalifa Nijaz-kula je stavba, skrita v ulici severovzhodno od kompleksa Lab-i Hauz. Stavbo je zgradil kalif Nijaz-kul, bogat Buharec turkmenskega porekla v 19. stoletju pod vladavino dinastije Džanid. Štiristolpno stavbo včasih zamenjajo za vrata v medreso, ki je nekoč obstajala za stavbo; vendar je Čor Minor pravzaprav kompleks stavb z dvema funkcijama, obredno in zavetno.
Glavna stavba je mošeja. Kljub nenavadni zunanji obliki ima stavba tipično notranjost za srednjeazijsko mošejo. Zaradi kupole stavbe ima prostor dobre akustične lastnosti in zato dobi poseben pomen 'dhikr-hane' – prostora za ritualizirane 'dhikr' obrede sufijev, katerih liturgija pogosto vključuje recitacijo, petje in instrumentalno glasbo. Na obeh straneh osrednje stavbe so bivalni prostori, od katerih so se nekateri porušili, vidni so le njihovi temelji. Posledično za polno delovanje medrese manjkajo le učilnice in nekateri gospodarski prostori. Vendar pa je bila običajna praksa, da tako imenovane medrese niso imele predavalnic ali pa, če so jih imele, v njih niso potekala predavanja. Te medrese so bile uporabljene kot študentski hospici.
Arhitektura se razlikuje od tradicionalne. Stavba je dopolnjena s štirimi minareti, majhnimi oboki z modrimi kupolami in neponovljivo dekoracijo. Zato je stavba tudi dobila ime Čor Minor, (štirje minareti). Trije so bili uporabljeni kot pomožni prostori. V četrtem minaretu so stopnice, ki vodijo do kupole dvorane v drugem nadstropju. Vsak od štirih stolpov ima različne dekorativne motive. Nekateri pravijo, da elementi dekoracije odražajo štiri religije, ki jih poznajo Srednjiazijci. Poleg zoroastrskih in islamskih motivov lahko najdemo elemente, ki spominjajo na križ, krščanski motiv ribe in budistično molilno kolo.
Medresa ima dvorišče dopolnjeno z dvonadstropno teraso, stebri v poletni mošeji, bazen pokrit s kamnitimi bloki. Medresa vsebuje neverjetno zbirko starih knjig.
Leta 1995 se je zaradi podzemnega potoka eden od štirih stolpov porušil in UNESCO je v okviru Sklada za svetovno dediščino zaprosil za nujno pomoč, ki jo je tudi odobril. Čeprav je porušitev povzročila destabilizacijo celotne strukture, so si oblasti prizadevale, da bi ozaveščenost o nesreči čim bolj zmanjšale. Brez pojasnila je stavba izginila s seznama znamenitosti in po hitri rekonstrukciji stolpa »z uporabo netradicionalnih gradbenih materialov, kot sta cement in jeklo slabe kakovosti«.

### Kompleks Bolo Haouz
Bolo Haouz je edini spomenik srednjeveške kulture v Buhari, ki je sestavljen iz bazena (hauz), Petkove mošeje in minareta. Petkova mošeja Bolo-Haouz stoji pred vhodom v emirjevo trdnjavo Ark. Kompleks predstavlja klasično sestavo srednje-azijskih mošej: zimsko stavbo iz leta 1712, poletno teraso s tradicionalnim in bogato okrašenim stropom iz 20. stoletja in lesenimi stebri z muqarnas okrasjem. V bližini pa je tudi majhen vodni zbiralnik. Med rusko okupacijo je bil precejšen del mošeje uničen in kasneje restavriran.
Vodni zbiralniki so najbolj priljubljeno zbirališče ljudi iz Buhare, ki je vedno trpela zaradi vročine. Zagotavljali so vodo za mesto, saj ni imelo zaradi utesnjene izgradnje razvejane mreže vodotokov. Po vodi iz zbiralnikov je bilo veliko povpraševanje. Poklic 'nosač vode'  je bil nekoč zelo priljubljen. Nosači so prenašali vodo v posebnih vrečah iz usnja okoli bazarjev in po gospodinjstvih.
Ob mošeji je tudi miniaturni minaret zgrajen leta 1917 (graditelj Usto Širin). Od trdnjave Ark do mošeje je dal emir položiti preproge ko je odhajal na sveto bogoslužje. Najbolj impresivna značilnost v mošeji je oblika terase, katere stebri so zrasli iz dveh debel in so okrašeni z zapletenimi stalaktiti in cvetovi ter drugim geometrijskim okrasjem.

## Trgovske arkade
V srednjem veku je bila Buhara center trgovine, mesto so obiskovali trgovci iz Srednje Azije, Irana in Indije, Rusije in Kitajske. Trgovsko središče je vplivalo tudi na gradnjo in načrtovanje mesta. Ogromne ulice v centru so bile zasedene z bazarji, vsak je bil specializiran za določen tip izdelka. Za izboljšanje pogojev trgovanja na trgih in križišču ulic, so bile posebej zgrajene kupolaste stavbe imenovane Toki (ark - obok - arkade). Več kupolastih bazarjev iz 16. stoletja, zgrajenih predvsem nad cestnimi križišči, še vedno obstaja, vključno s Toki Sarofon, Toki Telpak Furušon, Toki Zargaron in Tim Abdullah Kan.
V letih 1569–1570, kot piše kronist iz 16. stoletja, Hafizi Taniš, je bil zgrajen največji trgovski trg, Toki Zargaron. Njegovo ime pomeni 'draguljarjeva kupola' in je čudovita stavba te vrste. Oboki so zelo lepi, njihove oblike popolne in ostre. Nimajo nobene dekoracije, prostor je obvladovala konstruktivna logika: masivni oboki so izstopali s svojimi ostrimi elastičnimi rebri nad tankimi prevlekami kupol in stropov.
Pod kupolami Toki Sarofon so menjalnice denarja. Je v bližini starodavnega Toki Šahruda. Poleg menjalnic, naj bi bile tukaj tudi prodajalne različne vrste vezenih pokrival, krznena oblačila, uhani, plemenite konjske vprege in jedi.
V Toki Telpak Furušon je mogoče kupiti čudovita pokrivala: zlato vezene čepice, krznene kučme in edinstvene vrste turbanov. Tržnica ima galerije v nišah, omare in tovorna skladišča.
- Murva, osnova gojenja sviloprejk, posajena leta 1477
- Pokrita tržnica Toki Azizxon za obleke in pokrivala
- Pokrita tržnica Toki Zargaron
- V narodni glasbi Uzbekistana uporabljajo različna brenkala
- Značilne vezene čepice

## Umetnost in obrt
V 19. stoletje se v Buhari pohitri razvoj umetnosti in obrti, izdelava kovancev in nakita, tekstila, zlato vezenje, okraski, rezbarjenje in slikarstvo na les. Buhara postane središče za rokodelce, ki imajo velik vpliv na nacionalne umetnosti v vseh okoliških mestih in regijah.
Proizvodnja nakita je bila vedno pomembna, saj odraža potrebo po razkazovanju bogastva in razkošja. Tradicionalni buharski nakit predstavlja: nakit za na glavo tilla-Kosh (nakit za neveste), obeski mohitillo (bibishak) in kadjak, nakit za na prsi zebi-gardan in nozi-gardan, uhani tipa barg, kundafsoz, halka in druge, zapestnice okrašene z rezbarijami v slogu islimi, pasovi za aristokrate z velikimi zaponkami iz srebra in drugo. V 16. stoletju so draguljarjem dodelili ločeno območje trgovanja na osrednjem trgu, Toki Zargaron.
Tradicija tkanja preprog je v Uzbekistanu zelo stara. Preproge iz volne in svile tkejo številni tkalci doma in manjših delavnicah v mestih. So vrhunske glede tehnike in umetniškega oblikovanja. Tkalke so praviloma ženske, ki skrbno ohranjajo in razvijajo tradicijo tkanja preprog. Za Buharo so značilni geometrijski vzorci, če so na preprogah ptice in cvetlice je to perzijski stil. Za barvanje bodisi svile, bodisi volne uporabljajo izključno naravne barve. Na ceno preproge vpliva število vozlov na cm2. Pri svilenih preprogah je teh 225 na cm2 in več.
Zelo posebno je zlato vezenje. Vrhunec umetniškega razvoja je zlato vezenje doseglo v Buhari v sredini 19. stoletja, ko so v obrtnih trgovinah emirjeve palače obrtniki vezli razkošne obleke za guvernerja in njegovo okolico. Zlate vezenine so po navadi delali moški. Moške obleke, turbani, čepice, široke hlače, obutev, ženske obleke, turbane pehsnaband, šale, čevlje in škornje so vezli z zlato in srebro nitjo. Zlato vezenje, dopolnjeno z dragulji in majhnimi kovinskimi kupolami kubba, so bili pogost okrasni element notranjosti palače, kot tudi konjske oprave.
Rezbarjenje v nacionalni umetnosti Uzbekistana predstavlja bogato paleto okrasnih geometrijskih mavrskih gradenj. S širjenjem v stanovanjske objekte je bil to pomemben način okraševanja.
Rezljanje lesa je pogosto uporabljen način za izdelavo tako velikih stropnih nosilcev, kot majhnih talismanov za otroke. Ta tehnika je povezana z dekoracijo konstrukcij in lokalnih arhitekturnih posebnosti. V tradicionalni arhitekturi od 19.–20. stoletja je rezljanje lesa dekorativen element vrat, vhodnih vrat, stropnih nosilcev in stebrov na pokritih terasah.

## Pobratena mesta
- Samarkand, Uzbekistan
- Dušanbe, Tadžikistan
- Khudjand, Tadžikistan
- Nišapur, Iran
- Santa Fe, ZDA
- Rueil-Malmaison, Francija
- Kordova, Španija
- Malatja, Turčija
- Barisal, Bangladeš
- West Kanpur, Indija
- Balkh, Afganistan

## Pomembni Buharčani
Veliko je pomembnih ljudi, ki so živeli v Buhara v preteklosti. Med njimi so:
- Mohamed Al-Bukhari (810-870) - Islamski učenjak in sestavljavec Haditha (pravil Korana)
- Ibn Sina (980-1037) - zdravnik in enciklopedični učenjak
- Bal'ami: Abolfazl Muhammad in njegov sin Abu-Ali Mohamed, dva znana vizirja Samanidskih kraljev, zgodovinarja in mecena umetnosti in literature
- Abubakr Naršakhi (10. stoletje) - zgodovinar, ki je napisal Zgodovino Buhare
- Sadidudin Mohamed Aufi (1171–1242) zgodovinar, znanstvenik in pisatelj.
- Hazrat Syed Jalaludin Surkh-Poš Bukhari (ok. 595–690 AH, oziroma 1199–1291)
- Baha-ud-Din Nakšband Bukhari (1318–1389)
- Amir Kulal (umrl leta 1370)
- Kiromi Bukhoroi
- Lušan
- Sadridin Ajni (1878–1954)
- Abdurauf Fitrat
- Oksana Čusovitina
- Sajid Adžal Šams al-Din Omar